# Sebastia
|  | No s'ha de confondre amb Sebaste. |

Sebastia (en àrab سبسطية, Sabasṭiyya; en grec Σεβαστη, Sebastē; en llatí Sebaste o Sebastea) és una població palestina de 2.600 habitants a la governació de Nablus a Cisjordània a uns 15 km al nord-oest de Nablus. La ciutat de Samària va rebre el nom de Sebaste o Sebastea per orde d'Herodes el Gran, en honor d'August. La ciutat fou suplantada per la veïna Neàpolis (Sequem, moderna Nablus) i a l'alta edat mitjana ja era una petita vila. Fou capturada per Amr ibn al-As i va pagar l'impost de capitació conservant els habitants els seus béns. Sembla que fou part del jund de Filistin. La tradició hi situa la tomba de Sant Joan Baptista i sota els romans d'Orient s'hi van construir una basílica i després amb els croats una església anomenada de Sant Joan, arribant a ser bisbat. Saladí la van conquerir el 1184 i el bisbe va lliurar a la vila del saqueig entregant als presoners musulmans. Recuperada pels croats fou finalment conquerida pel futur sultà Lajin el 1287.